# Altendorf (Bamberg járás)
Altendorf település Németországban, azon belül Bajorországban. Lakosainak száma 2155 fő (2023. december 31.). Altendorf Buttenheim és Hirschaid községekkel határos.

## Népesség
A település népessége az elmúlt években az alábbi módon változott:
| Lakosok száma | 262  | 548  | 1023 | 1542 | 1995 | 2025 | 2068 | 2101 | 2129 | 2155 |
|               | 1875 | 1950 | 1975 | 1987 | 2012 | 2014 | 2016 | 2017 | 2021 | 2023 |